# Denis Istomin
Denis Olegovič Istomin (* 7. září 1986 Orenburg) je uzbecký profesionální tenista. Ve své dosavadní kariéře nevyhrál na okruhu ATP World Tour žádný turnaj. Na turnajích typu Challenger zaznamenal 12 finálových vítězství (5× zvítězil ve dvouhře a 7× ve čtyřhře). Jeho nejvyšším umístěním na žebříčku ATP ve dvouhře bylo 33. místo (13. srpen 2009) a ve čtyřhře 59. místo (8. říjen 2012).

## Finále na okruhu ATP Tour
| Legenda                                                     |
| D – dvouhra; Č – čtyřhra                                    |
| Grand Slam (0)                                              |
| Turnaj mistrů (0)                                           |
| ATP Masters Series / ATP Tour Masters 1000 (0)              |
| ATP International Series Gold / ATP Tour 500 (0–0 D; 0–1 Č) |
| ATP International Series / ATP Tour 250 (2–3 D; 3–1 Č)      |

### Dvouhra: 5 (2–3)
| Stav      | č. | datum       | turnaj                            | povrch    | soupeř ve finále   | výsledek           |
| --------- | -- | ----------- | --------------------------------- | --------- | ------------------ | ------------------ |
| Finalista | 1. | srpen 2010  | New Haven, Spojené státy americké | tvrdý     | Serhij Stachovskyj | 6–3, 3–6, 4–6      |
| Finalista | 2. | únor 2012   | San José, Spojené státy americké  | tvrdý (h) | Milos Raonic       | 6–7(3–7), 2–6      |
| Vítěz     | 1. | červen 2015 | Nottingham, Spojené království    | tráva     | Sam Querrey        | 7–6(7–1), 7–6(8–6) |
| Vítěz     | 2. | říjen 2017  | Čcheng-tu, Čína                   | tvrdý     | Marcos Baghdatis   | 3–2skreč           |
| Finalista | 3. | srpen 2018  | Kitzbühel, Rakousko               | antuka    | Martin Kližan      | 2–6, 2–6           |

### Čtyhřa: 5 (3–2)
| Stav      | Č. | Datum      | Turnaj               | Povrch    | Spoluhráč         | Finalisté                       | Výsledek          |
| --------- | -- | ---------- | -------------------- | --------- | ----------------- | ------------------------------- | ----------------- |
| Finalista | 1. | říjen 2012 | Peking, Čína         | tvrdý     | Carlos Berlocq    | Mike Bryan Bob Bryan            | 3–6, 2–6          |
| Finalista | 2. | září 2013  | Petrohrad, Rusko     | tvrdý (h) | Dominic Inglot    | David Marrero Fernando Verdasco | 6–7(6–8), 3–6     |
| Vítěz     | 1. | říjen 2013 | Moskva, Rusko        | tvrdý (h) | Michail Jelgin    | Ken Skupski Neal Skupski        | 6–2, 1–6, [14–12] |
| Vítěz     | 2. | únor 2014  | Montpellier, Francie | tvrdý (h) | Nikolaj Davyděnko | Marc Gicquel Nicolas Mahut      | 6–4, 1–6, [10–7]  |
| Vítěz     | 3. | srpen 2015 | Gstaad, Švýcarsko    | antuka    | Aleksandr Buryj   | Oliver Marach Ajsám Kúreší      | 3–6, 6–2, [10–5]  |

## Davisův pohár
Denis Istomin se zúčastnil 12 zápasů v Davisově poháru. za tým Uzbekistánu s bilancí 15-4 ve dvouhře a 4-8 ve čtyřhře.

## Postavení na žebříčku ATP na konci sezóny

### Dvouhra
| Rok    | 2004 | 2005   | 2006   | 2007   | 2008   | 2009   |
| Pořadí | 931. | ▲ 192. | ▼ 200. | ▼ 224. | ▲ 107. | ▲ 102. |

### Čtyřhra
| Rok    | 2004 | 2005   | 2006   | 2007   | 2008   | 2009   |
| Pořadí | 857. | ▲ 315. | ▲ 169. | ▼ 389. | ▲ 209. | ▲ 116. |